# Buscéphale
Buscéphale était le réseau de transport interurbain du département de Saône-et-Loire jusqu'au 31 août 2018.

## Histoire
Le 1er janvier 2017, la loi NOTRe a transféré des départements aux régions l'organisation du transport routier de voyageurs. Le 1er septembre 2018, Buscéphale devient Mobigo Bourgogne-Franche-Comté.

## Réseau

Plan du réseau jusqu'au 31 août 2018

Le réseau Buscéphale est composé de 16 lignes régulières et de 2 lignes sur transport à la demande. Les lignes 1 et 2 assurent une correspondance avec les TGV qui s'arrêtent en gare du Creusot TGV sous forme d'une ligne express dite Navette TGV 1&2 ; les lignes 5 et 7 assurent aussi une correspondance avec les TGV.

### Lignes régulières
Liste des lignes au 31 août 2018
| Ligne | Caractéristiques | Caractéristiques                                             | Caractéristiques                                             | Caractéristiques                                             | Caractéristiques                                             | Caractéristiques                                             | Caractéristiques                                             | Caractéristiques                                             | Caractéristiques                                             |
| 1     | 01 | 01                                                           | 01                                                           | 01                                                           | 01                                                           | 01                                                           | 01                                                           | 01                                                           | 01                                                           |
| 1     | CHALON-SUR-SAÔNE ⥋ Gare TGV Le Creusot-Montceau - LE CREUSOT | CHALON-SUR-SAÔNE ⥋ Gare TGV Le Creusot-Montceau - LE CREUSOT | CHALON-SUR-SAÔNE ⥋ Gare TGV Le Creusot-Montceau - LE CREUSOT | CHALON-SUR-SAÔNE ⥋ Gare TGV Le Creusot-Montceau - LE CREUSOT | CHALON-SUR-SAÔNE ⥋ Gare TGV Le Creusot-Montceau - LE CREUSOT | CHALON-SUR-SAÔNE ⥋ Gare TGV Le Creusot-Montceau - LE CREUSOT | CHALON-SUR-SAÔNE ⥋ Gare TGV Le Creusot-Montceau - LE CREUSOT | CHALON-SUR-SAÔNE ⥋ Gare TGV Le Creusot-Montceau - LE CREUSOT | CHALON-SUR-SAÔNE ⥋ Gare TGV Le Creusot-Montceau - LE CREUSOT |
| ----- | --- | ------------------------------------------------------------ | ------------------------------------------------------------ | ------------------------------------------------------------ | ------------------------------------------------------------ | ------------------------------------------------------------ | ------------------------------------------------------------ | ------------------------------------------------------------ | ------------------------------------------------------------ |
| 1     | Ouverture / Fermeture — / — | Longueur —                                                   | Durée —                                                      | Nb. d’arrêts 8                                               | Matériel Bus                                                 | Jours de fonctionnement L, Ma, Me, J, V, S                   | Jour / Soir / Nuit / Fêtes O / N / N / N                     | Voy. / an —                                                  | Dépôt —                                                      |
| 1     | Desserte : Chalon-sur-Saône, Saint-Rémy, Saint-Laurent-d'Andenay, Montchanin, Torcy et Le Creusot. |                                                              |                                                              |                                                              |                                                              |                                                              |                                                              |                                                              |                                                              |
| 1     | Autre : |                                                              |                                                              |                                                              |                                                              |                                                              |                                                              |                                                              |                                                              |
| 1     | Dernière actualisation : — |                                                              |                                                              |                                                              |                                                              |                                                              |                                                              |                                                              |                                                              |
| 2     | 02 | 02                                                           | 02                                                           | 02                                                           | 02                                                           | 02                                                           | 02                                                           | 02                                                           | 02                                                           |
| 2     | CHALON-SUR-SAÔNE ⥋ Gare TGV Le Creusot-Montceau - MONTCEAU-LES-MINES |                                                              |                                                              |                                                              |                                                              |                                                              |                                                              |                                                              |                                                              |
| 2     | Ouverture / Fermeture — / — | Longueur —                                                   | Durée —                                                      | Nb. d’arrêts 5                                               | Matériel Bus                                                 | Jours de fonctionnement L, Ma, Me, J, V, S                   | Jour / Soir / Nuit / Fêtes O / N / N / N                     | Voy. / an —                                                  | Dépôt —                                                      |
| 2     | Desserte : Chalon-sur-Saône, Saint-Rémy, Saint-Laurent-d'Andenay, Le Creusot et Montceau-les-Mines. |                                                              |                                                              |                                                              |                                                              |                                                              |                                                              |                                                              |                                                              |
| 2     | Autre : |                                                              |                                                              |                                                              |                                                              |                                                              |                                                              |                                                              |                                                              |
| 2     | Dernière actualisation : — |                                                              |                                                              |                                                              |                                                              |                                                              |                                                              |                                                              |                                                              |
| 3     | 03 | 03                                                           | 03                                                           | 03                                                           | 03                                                           | 03                                                           | 03                                                           | 03                                                           | 03                                                           |
| 3     | LE CREUSOT ⥋ CHALON-SUR-SAÔNE |                                                              |                                                              |                                                              |                                                              |                                                              |                                                              |                                                              |                                                              |
| 3     | Ouverture / Fermeture — / — | Longueur —                                                   | Durée —                                                      | Nb. d’arrêts 11                                              | Matériel Bus                                                 | Jours de fonctionnement L, Ma, Me, J, V                      | Jour / Soir / Nuit / Fêtes O / N / N / O                     | Voy. / an —                                                  | Dépôt —                                                      |
| 3     | Desserte : Le Creusot, Torcy, Montchanin, Moroges et Chalon-sur-Saône. |                                                              |                                                              |                                                              |                                                              |                                                              |                                                              |                                                              |                                                              |
| 3     | Autre : |                                                              |                                                              |                                                              |                                                              |                                                              |                                                              |                                                              |                                                              |
| 3     | Dernière actualisation : — |                                                              |                                                              |                                                              |                                                              |                                                              |                                                              |                                                              |                                                              |
| 4     | 04 | 04                                                           | 04                                                           | 04                                                           | 04                                                           | 04                                                           | 04                                                           | 04                                                           | 04                                                           |
| 4     | MONTCEAU-LES-MINES ⥋ CHALON-SUR-SAÔNE |                                                              |                                                              |                                                              |                                                              |                                                              |                                                              |                                                              |                                                              |
| 4     | Ouverture / Fermeture — / — | Longueur —                                                   | Durée —                                                      | Nb. d’arrêts 10                                              | Matériel Bus                                                 | Jours de fonctionnement L, Ma, Me, J, V                      | Jour / Soir / Nuit / Fêtes O / N / N / O                     | Voy. / an —                                                  | Dépôt —                                                      |
| 4     | Desserte : Montceau-les-Mines, Blanzy, Saint-Laurent-d'Andenay, Saint-Eusèbe, Marcilly-lès-Buxy, Sainte-Hélène et Chalon-sur-Saône. |                                                              |                                                              |                                                              |                                                              |                                                              |                                                              |                                                              |                                                              |
| 4     | Autre : |                                                              |                                                              |                                                              |                                                              |                                                              |                                                              |                                                              |                                                              |
| 4     | Dernière actualisation : — |                                                              |                                                              |                                                              |                                                              |                                                              |                                                              |                                                              |                                                              |
| 5     | 05 | 05                                                           | 05                                                           | 05                                                           | 05                                                           | 05                                                           | 05                                                           | 05                                                           | 05                                                           |
| 5     | AUTUN ⥋ Gare TGV Le Creusot-Montceau - LE CREUSOT |                                                              |                                                              |                                                              |                                                              |                                                              |                                                              |                                                              |                                                              |
| 5     | Ouverture / Fermeture — / — | Longueur —                                                   | Durée —                                                      | Nb. d’arrêts 12                                              | Matériel Bus                                                 | Jours de fonctionnement L, Ma, Me, J, V, S, D                | Jour / Soir / Nuit / Fêtes O / N / N / O                     | Voy. / an —                                                  | Dépôt —                                                      |
| 5     | Desserte : Autun, Antully, Marmagne, Montchanin, Torcy et Le Creusot. |                                                              |                                                              |                                                              |                                                              |                                                              |                                                              |                                                              |                                                              |
| 5     | Autre : |                                                              |                                                              |                                                              |                                                              |                                                              |                                                              |                                                              |                                                              |
| 5     | Dernière actualisation : — |                                                              |                                                              |                                                              |                                                              |                                                              |                                                              |                                                              |                                                              |
| 6     | 06 | 06                                                           | 06                                                           | 06                                                           | 06                                                           | 06                                                           | 06                                                           | 06                                                           | 06                                                           |
| 6     | AUTUN ⥋ CHALON-SUR-SAÔNE |                                                              |                                                              |                                                              |                                                              |                                                              |                                                              |                                                              |                                                              |
| 6     | Ouverture / Fermeture — / — | Longueur —                                                   | Durée —                                                      | Nb. d’arrêts 23                                              | Matériel Bus                                                 | Jours de fonctionnement L, Ma, Me, J, V, S                   | Jour / Soir / Nuit / Fêtes O / N / N / N                     | Voy. / an —                                                  | Dépôt —                                                      |
| 6     | Desserte : Autun, Auxy, Saint-Émiland, Couches, Saint-Léger-sur-Dheune, Charrecey, Mercurey, Châtenoy-le-Royal et Chalon-sur-Saône. |                                                              |                                                              |                                                              |                                                              |                                                              |                                                              |                                                              |                                                              |
| 6     | Autre : |                                                              |                                                              |                                                              |                                                              |                                                              |                                                              |                                                              |                                                              |
| 6     | Dernière actualisation : — |                                                              |                                                              |                                                              |                                                              |                                                              |                                                              |                                                              |                                                              |
| 7     | 07 | 07                                                           | 07                                                           | 07                                                           | 07                                                           | 07                                                           | 07                                                           | 07                                                           | 07                                                           |
| 7     | CHALON-SUR-SAÔNE ⥋ CLUNY - MÂCON |                                                              |                                                              |                                                              |                                                              |                                                              |                                                              |                                                              |                                                              |
| 7     | Ouverture / Fermeture — / — | Longueur —                                                   | Durée —                                                      | Nb. d’arrêts 35                                              | Matériel Bus                                                 | Jours de fonctionnement L, Ma, Me, J, V, S, D                | Jour / Soir / Nuit / Fêtes O / N / N / O                     | Voy. / an —                                                  | Dépôt —                                                      |
| 7     | Desserte : Chalon-sur-Saône, Saint-Rémy, Châtenoy-le-Royal, Givry, Saint-Désert, Rosey, Bissey-sous-Cruchaud, Buxy, Jully-lès-Buxy, Saint-Vallerin, Chenôves, Saint-Boil, Santilly, Saint-Gengoux-le-National, Malay, Cormatin, Ameugny, Taizé, Massilly, Lournand, Cluny, Charnay-lès-Mâcon et Mâcon. |                                                              |                                                              |                                                              |                                                              |                                                              |                                                              |                                                              |                                                              |
| 7     | Autre : |                                                              |                                                              |                                                              |                                                              |                                                              |                                                              |                                                              |                                                              |
| 7     | Dernière actualisation : — |                                                              |                                                              |                                                              |                                                              |                                                              |                                                              |                                                              |                                                              |
| 8     | 08 | 08                                                           | 08                                                           | 08                                                           | 08                                                           | 08                                                           | 08                                                           | 08                                                           | 08                                                           |
| 8     | LOUHANS ⥋ CHALON-SUR-SAÔNE |                                                              |                                                              |                                                              |                                                              |                                                              |                                                              |                                                              |                                                              |
| 8     | Ouverture / Fermeture — / — | Longueur —                                                   | Durée —                                                      | Nb. d’arrêts 16                                              | Matériel Bus                                                 | Jours de fonctionnement L, Ma, Me, J, V, S                   | Jour / Soir / Nuit / Fêtes O / N / N / N                     | Voy. / an —                                                  | Dépôt —                                                      |
| 8     | Desserte : Louhans, Branges, Montret, Saint-Étienne-en-Bresse, Saint-Germain-du-Plain, Ouroux-sur-Saône et Chalon-sur-Saône. |                                                              |                                                              |                                                              |                                                              |                                                              |                                                              |                                                              |                                                              |
| 8     | Autre : |                                                              |                                                              |                                                              |                                                              |                                                              |                                                              |                                                              |                                                              |
| 8     | Dernière actualisation : — |                                                              |                                                              |                                                              |                                                              |                                                              |                                                              |                                                              |                                                              |
| 9     | 09 | 09                                                           | 09                                                           | 09                                                           | 09                                                           | 09                                                           | 09                                                           | 09                                                           | 09                                                           |
| 9     | DIGOIN ⥋ CLUNY |                                                              |                                                              |                                                              |                                                              |                                                              |                                                              |                                                              |                                                              |
| 9     | Ouverture / Fermeture — / — | Longueur —                                                   | Durée —                                                      | Nb. d’arrêts 13                                              | Matériel Bus                                                 | Jours de fonctionnement L, Ma, Me, J, V, S                   | Jour / Soir / Nuit / Fêtes O / N / N / N                     | Voy. / an —                                                  | Dépôt —                                                      |
| 9     | Desserte : Digoin, Paray-le-Monial, Volesvres, Charolles, Vendenesse-lès-Charolles, Beaubery, Sainte-Cécile et Cluny. |                                                              |                                                              |                                                              |                                                              |                                                              |                                                              |                                                              |                                                              |
| 9     | Autre : |                                                              |                                                              |                                                              |                                                              |                                                              |                                                              |                                                              |                                                              |
| 9     | Dernière actualisation : — |                                                              |                                                              |                                                              |                                                              |                                                              |                                                              |                                                              |                                                              |
| 10    | 10 | 10                                                           | 10                                                           | 10                                                           | 10                                                           | 10                                                           | 10                                                           | 10                                                           | 10                                                           |
| 10    | DIGOIN ⥋ MONTCEAU-LES-MINES |                                                              |                                                              |                                                              |                                                              |                                                              |                                                              |                                                              |                                                              |
| 10    | Ouverture / Fermeture — / — | Longueur —                                                   | Durée —                                                      | Nb. d’arrêts 15                                              | Matériel Bus                                                 | Jours de fonctionnement L, Ma, Me, J, V, S                   | Jour / Soir / Nuit / Fêtes O / N / N / N                     | Voy. / an —                                                  | Dépôt —                                                      |
| 10    | Desserte : Digoin, Rigny-sur-Arroux, Gueugnon, Oudry et Montceau-les-Mines. |                                                              |                                                              |                                                              |                                                              |                                                              |                                                              |                                                              |                                                              |
| 10    | Autre : |                                                              |                                                              |                                                              |                                                              |                                                              |                                                              |                                                              |                                                              |
| 10    | Dernière actualisation : — |                                                              |                                                              |                                                              |                                                              |                                                              |                                                              |                                                              |                                                              |
| 11    | 11 | 11                                                           | 11                                                           | 11                                                           | 11                                                           | 11                                                           | 11                                                           | 11                                                           | 11                                                           |
| 11    | LOUHANS ⥋ TOURNUS |                                                              |                                                              |                                                              |                                                              |                                                              |                                                              |                                                              |                                                              |
| 11    | Ouverture / Fermeture — / — | Longueur —                                                   | Durée —                                                      | Nb. d’arrêts 17                                              | Matériel Bus                                                 | Jours de fonctionnement L, Ma, Me, J, V, S                   | Jour / Soir / Nuit / Fêtes O / N / N / N                     | Voy. / an —                                                  | Dépôt —                                                      |
| 11    | Desserte : Louhans, Sornay, Bantanges, Rancy, Jouvençon, Brienne, Cuisery, Lacrost et Tournus. |                                                              |                                                              |                                                              |                                                              |                                                              |                                                              |                                                              |                                                              |
| 11    | Autre : |                                                              |                                                              |                                                              |                                                              |                                                              |                                                              |                                                              |                                                              |
| 11    | Dernière actualisation : — |                                                              |                                                              |                                                              |                                                              |                                                              |                                                              |                                                              |                                                              |
| 12    | 12 | 12                                                           | 12                                                           | 12                                                           | 12                                                           | 12                                                           | 12                                                           | 12                                                           | 12                                                           |
| 12    | CHÂTEAU-CHINON ⥋ AUTUN |                                                              |                                                              |                                                              |                                                              |                                                              |                                                              |                                                              |                                                              |
| 12    | Ouverture / Fermeture — / — | Longueur —                                                   | Durée —                                                      | Nb. d’arrêts 17                                              | Matériel Bus                                                 | Jours de fonctionnement L, Ma, Me, J, V, S                   | Jour / Soir / Nuit / Fêtes O / N / N / N                     | Voy. / an —                                                  | Dépôt —                                                      |
| 12    | Desserte : Château-Chinon, Arleuf, Anost, Roussillon-en-Morvan, La Celle-en-Morvan, Tavernay et Autun. |                                                              |                                                              |                                                              |                                                              |                                                              |                                                              |                                                              |                                                              |
| 12    | Autre : |                                                              |                                                              |                                                              |                                                              |                                                              |                                                              |                                                              |                                                              |
| 12    | Dernière actualisation : — |                                                              |                                                              |                                                              |                                                              |                                                              |                                                              |                                                              |                                                              |
| 14    | 14 | 14                                                           | 14                                                           | 14                                                           | 14                                                           | 14                                                           | 14                                                           | 14                                                           | 14                                                           |
| 14    | MÂCON ⥋ TOURNUS - CHALON-SUR-SAÔNE |                                                              |                                                              |                                                              |                                                              |                                                              |                                                              |                                                              |                                                              |
| 14    | Ouverture / Fermeture — / — | Longueur —                                                   | Durée —                                                      | Nb. d’arrêts 19                                              | Matériel Bus                                                 | Jours de fonctionnement L, Ma, Me, J, V, S                   | Jour / Soir / Nuit / Fêtes O / N / N / N                     | Voy. / an —                                                  | Dépôt —                                                      |
| 14    | Desserte : Mâcon, Saint-Albain, Fleurville, Montbellet, Uchizy, Farges-lès-Mâcon, Le Villars, Tournus, Boyer, Sennecey-le-Grand, Beaumont-sur-Grosne, Saint-Ambreuil et Chalon-sur-Saône. |                                                              |                                                              |                                                              |                                                              |                                                              |                                                              |                                                              |                                                              |
| 14    | Autre : |                                                              |                                                              |                                                              |                                                              |                                                              |                                                              |                                                              |                                                              |
| 14    | Dernière actualisation : — |                                                              |                                                              |                                                              |                                                              |                                                              |                                                              |                                                              |                                                              |
| 15    | 15 | 15                                                           | 15                                                           | 15                                                           | 15                                                           | 15                                                           | 15                                                           | 15                                                           | 15                                                           |
| 15    | SAINT-GERMAIN-DU-BOIS ⥋ CHALON-SUR-SAÔNE |                                                              |                                                              |                                                              |                                                              |                                                              |                                                              |                                                              |                                                              |
| 15    | Ouverture / Fermeture — / — | Longueur —                                                   | Durée —                                                      | Nb. d’arrêts —                                               | Matériel Bus                                                 | Jours de fonctionnement L, Ma, Me, J, V, S                   | Jour / Soir / Nuit / Fêtes O / N / N / N                     | Voy. / an —                                                  | Dépôt —                                                      |
| 15    | Desserte : Saint-Germain-du-Bois, Serley, Mervans, Serrigny-en-Bresse, Villegaudin, Saint-Martin-en-Bresse, Saint-Martin-en-Bresse, Montcoy, Allériot et Chalon-sur-Saône. |                                                              |                                                              |                                                              |                                                              |                                                              |                                                              |                                                              |                                                              |
| 15    | Autre : |                                                              |                                                              |                                                              |                                                              |                                                              |                                                              |                                                              |                                                              |
| 15    | Dernière actualisation : — |                                                              |                                                              |                                                              |                                                              |                                                              |                                                              |                                                              |                                                              |
| 16    | 16 | 16                                                           | 16                                                           | 16                                                           | 16                                                           | 16                                                           | 16                                                           | 16                                                           | 16                                                           |
| 16    | PIERRE-DE-BRESSE ⥋ CHALON-SUR-SAÔNE |                                                              |                                                              |                                                              |                                                              |                                                              |                                                              |                                                              |                                                              |
| 16    | Ouverture / Fermeture — / — | Longueur —                                                   | Durée —                                                      | Nb. d’arrêts 19                                              | Matériel Bus                                                 | Jours de fonctionnement L, Ma, Me, J, V, S                   | Jour / Soir / Nuit / Fêtes O / N / N / N                     | Voy. / an —                                                  | Dépôt —                                                      |
| 16    | Desserte : Pierre-de-Bresse, Charette-Varennes, Frontenard, Sermesse, Saunières, Verdun-sur-le-Doubs, Ciel, Saint-Maurice-en-Rivière, Damerey, Bey, Allériot et Chalon-sur-Saône. |                                                              |                                                              |                                                              |                                                              |                                                              |                                                              |                                                              |                                                              |
| 16    | Autre : |                                                              |                                                              |                                                              |                                                              |                                                              |                                                              |                                                              |                                                              |
| 16    | Dernière actualisation : — |                                                              |                                                              |                                                              |                                                              |                                                              |                                                              |                                                              |                                                              |
| 18    | 18 | 18                                                           | 18                                                           | 18                                                           | 18                                                           | 18                                                           | 18                                                           | 18                                                           | 18                                                           |
| 18    | LONS-LE-SAUNIER ⥋ LOUHANS |                                                              |                                                              |                                                              |                                                              |                                                              |                                                              |                                                              |                                                              |
| 18    | Ouverture / Fermeture — / — | Longueur —                                                   | Durée —                                                      | Nb. d’arrêts 9                                               | Matériel Bus                                                 | Jours de fonctionnement L, Ma, Me, J, V                      | Jour / Soir / Nuit / Fêtes O / N / N / N                     | Voy. / an —                                                  | Dépôt —                                                      |
| 18    | Desserte : Lons-le-Saunier, Beaurepaire-en-Bresse, Le Fay, Ratte et Louhans. |                                                              |                                                              |                                                              |                                                              |                                                              |                                                              |                                                              |                                                              |
| 18    | Autre : |                                                              |                                                              |                                                              |                                                              |                                                              |                                                              |                                                              |                                                              |
| 18    | Dernière actualisation : — |                                                              |                                                              |                                                              |                                                              |                                                              |                                                              |                                                              |                                                              |

### Lignes à la demande
| Ligne | Caractéristiques | Caractéristiques                | Caractéristiques                | Caractéristiques                | Caractéristiques                | Caractéristiques                        | Caractéristiques                         | Caractéristiques                | Caractéristiques                |
| 23    | 23 | 23                              | 23                              | 23                              | 23                              | 23                                      | 23                                       | 23                              | 23                              |
| 23    | SAINT-GERMAIN-DU-BOIS ⥋ LOUHANS | SAINT-GERMAIN-DU-BOIS ⥋ LOUHANS | SAINT-GERMAIN-DU-BOIS ⥋ LOUHANS | SAINT-GERMAIN-DU-BOIS ⥋ LOUHANS | SAINT-GERMAIN-DU-BOIS ⥋ LOUHANS | SAINT-GERMAIN-DU-BOIS ⥋ LOUHANS         | SAINT-GERMAIN-DU-BOIS ⥋ LOUHANS          | SAINT-GERMAIN-DU-BOIS ⥋ LOUHANS | SAINT-GERMAIN-DU-BOIS ⥋ LOUHANS |
| ----- | --- | ------------------------------- | ------------------------------- | ------------------------------- | ------------------------------- | --------------------------------------- | ---------------------------------------- | ------------------------------- | ------------------------------- |
| 23    | Ouverture / Fermeture — / — | Longueur —                      | Durée —                         | Nb. d’arrêts 14                 | Matériel Bus                    | Jours de fonctionnement L               | Jour / Soir / Nuit / Fêtes O / N / N / O | Voy. / an —                     | Dépôt —                         |
| 23    | Desserte : Saint-Germain-du-Bois, Devrouze, Diconne, Thurey, Simard, Juif, Branges et Louhans.                                                                    |                                 |                                 |                                 |                                 |                                         |                                          |                                 |                                 |
| 23    | Autre : |                                 |                                 |                                 |                                 |                                         |                                          |                                 |                                 |
| 23    | Dernière actualisation : — |                                 |                                 |                                 |                                 |                                         |                                          |                                 |                                 |
| 30    | 30 | 30                              | 30                              | 30                              | 30                              | 30                                      | 30                                       | 30                              | 30                              |
| 30    | MONTCEAU-LES-MINES ⥋ CLUNY |                                 |                                 |                                 |                                 |                                         |                                          |                                 |                                 |
| 30    | Ouverture / Fermeture — / — | Longueur —                      | Durée —                         | Nb. d’arrêts 12                 | Matériel Bus                    | Jours de fonctionnement L, Ma, Me, J, V | Jour / Soir / Nuit / Fêtes O / N / N / N | Voy. / an —                     | Dépôt —                         |
| 30    | Desserte : Montceau-les-Mines, Gourdon, Mont-Saint-Vincent, Mary, Saint-Marcelin-de-Cray, Sailly, Salornay-sur-Guye, Vitry-lès-Cluny, Massy, La Vineuse et Cluny. |                                 |                                 |                                 |                                 |                                         |                                          |                                 |                                 |
| 30    | Autre : |                                 |                                 |                                 |                                 |                                         |                                          |                                 |                                 |
| 30    | Dernière actualisation : — |                                 |                                 |                                 |                                 |                                         |                                          |                                 |                                 |

## Communes desservies
Le réseau dessert les 117 communes suivantes :
- Allériot
- Ameugny
- Anost
- Antully
- Arleuf
- Autun
- Auxy
- Bantanges
- Beaubery
- Beaumont-sur-Grosne
- Beaurepaire-en-Bresse
- Bey
- Bissey-sous-Cruchaud
- Blanzy
- Boyer
- Branges
- Brienne
- Buxy
- Chalon-sur-Saône
- Charette-Varennes
- Charnay-lès-Mâcon
- Charolles
- Charrecey
- Château-Chinon
- Châtenoy-le-Royal
- Chenôves
- Ciel
- Cluny
- Cormatin
- Couches
- Cuisery
- Damerey
- Devrouze
- Diconne
- Digoin
- Farges-lès-Mâcon
- Fleurville
- Frontenard
- Givry
- Gourdon
- Gueugnon
- Jouvençon
- Juif
- Jully-lès-Buxy
- La Celle-en-Morvan
- La Vineuse
- Lacrost
- Le Creusot
- Le Fay
- Le Villars
- Lons-le-Saunier
- Louhans
- Lournand
- Mâcon
- Malay
- Marcilly-lès-Buxy
- Marmagne
- Mary
- Massilly
- Massy
- Mercurey
- Mervans
- Mont-Saint-Vincent
- Montbellet
- Montceau-les-Mines
- Montchanin
- Montcoy
- Montret
- Moroges
- Oudry
- Ouroux-sur-Saône
- Paray-le-Monial
- Pierre-de-Bresse
- Rancy
- Ratte
- Rigny-sur-Arroux
- Rosey
- Roussillon-en-Morvan
- Sailly
- Saint-Albain
- Saint-Ambreuil
- Saint-Boil
- Saint-Désert
- Saint-Émiland
- Saint-Étienne-en-Bresse
- Saint-Eusèbe
- Saint-Gengoux-le-National
- Saint-Germain-du-Plain
- Saint-Laurent-d'Andenay
- Saint-Léger-sur-Dheune
- Saint-Marcelin-de-Cray
- Saint-Martin-en-Bresse
- Saint-Maurice-en-Rivière
- Saint-Rémy
- Saint-Vallerin
- Sainte-Cécile
- Sainte-Hélène
- Salornay-sur-Guye
- Santilly
- Saunières
- Sennecey-le-Grand
- Serley
- Sermesse
- Serrigny-en-Bresse
- Simard
- Sornay
- Taizé
- Tavernay
- Thurey
- Torcy
- Tournus
- Uchizy
- Vendenesse-lès-Charolles
- Verdun-sur-le-Doubs
- Villegaudin
- Vitry-lès-Cluny
- Volesvres